# Carys Lloyd
Isobel Carys Lloyd, née le 31 décembre 2006, est une coureuse cycliste britannique, d'origine anglaise. Elle court sur route et sur piste.

## Biographie
En novembre 2022, Carys Lloyd intègre la British Junior Cycling Academy, un programme de la Fédération britannique de cyclisme. Aux championnats d'Europe sur piste juniors (moins de 19 ans) de 2023, elle décroche l'or sur la course à l'américaine (avec Isabel Sharp) et elle remporte également le bronze lors de la poursuite par équipes. Sur route, elle remporte lors d'un sprint à quatre le  Grand Prix de Plouay Juniors, puis se classe troisième et meilleure jeune du Watersley Ladies Challenge. En 2024, elle remporte trois médailles, dont deux titres aux  championnats d'Europe sur piste juniors : l'or sur l'américaine (avec Cat Ferguson) et l'omnium, ainsi que le l'argent en poursuite par équipes. Aux championnats du monde juniors de Luoyang, en Chine, elle est devenue triple championne du monde en poursuite individuelle, sur l'américaine et en poursuite par équipes avec un nouveau record du monde juniors.
En 2024, elle passe professionelle en rejoignant l'équipe sur route Movistar, où elle retrouve notamment sa compatriote Cat Ferguson.

## Palmarès sur piste

### Championnats du monde
| Édition / Épreuve      | Poursuite | Poursuite par équipes | Américaine |
| Luoyang 2024 (juniors) | Or        | Or                    | Or         |

### Championnats d'Europe
| Édition / Épreuve      | Poursuite par équipes | Américaine | Omnium |
| Anadia 2023 (juniors)  | Bronze                | Or         |        |
| Cottbus 2024 (juniors) | Argent                | Or         | Or     |
| Anadia 2025 (espoirs)  | Or                    |            |        |

## Palmarès sur route

### Par années
- 2023
  - Grand Prix de Plouay Juniors
  - 3e du Watersley Ladies Challenge juniors
- 2024
  - 2e et 3e étapes du Circuit de Borsele juniors